# AmbLOXe
AmbLOXe és un enzim del grup de les lipoxigenases que es produeix a l'axolot (Ambystoma mexicanum) i participa en la cicatrització de ferides i en la regeneració de parts del cos tallades. La paraula es compon de tres parts: LOX significa les lipoxigenases, Amb l'ambistoma i la e el lloc de formació a l'epidermis. La LOXe es forma a l'epidermis i al blastema i s'uneix als ions de ferro.
L'enzim és una dioxigenasa i, per tant, una oxidoreductasa. Els primers 71 aminoàcids contenen un domini PLAT, seguit del domini lipoxigenasa.
L'AmbLOXe es va detectar a l'axolotl mexicà (Ambystoma mexicanum) en relació amb la seva capacitat especialment extensa per regenerar extremitats i òrgans sencers en poc temps. En estudis sobre el mecanisme de regeneració de parts del cos a l'axolotl mexicà, es va descobrir l'enzim AmbLOXe. Si hi ha una lesió, la ferida està envoltada inicialment de pell. Aleshores es forma un blastema de regeneració, una col·lecció de cèl·lules indiferenciades en les quals s'expressa AmbLOXe, especialment durant el desenvolupament de noves extremitats. Es diu que AmbLOXe té un paper important en relació amb la migració cel·lular i la divisió cel·lular i, per tant, accelera significativament la cicatrització i la regeneració de ferides.
Algunes institucions de recerca, com el "Centre de Bioregeneració Ambystoma Mexicanum" (AMBC) fundat l'any 2010 a la Baixa Saxònia, estan treballant en la transferència de la notable capacitat de regeneració de l'axolot a mamífers o humans. Els experiments in vitro han demostrat que les cèl·lules de mamífers a les quals es va lliurar AmbLOXe presentaven una migració cel·lular més ràpida i, per tant, tancaven les ferides més ràpidament que les cèl·lules que expressaven lipoxigenases humanes. Els experiments in vivo també van mostrar una millora en la cicatrització de ferides quan es van utilitzar cèl·lules que expressaven AmbLOXe. La lipoxigenasa epidèrmica d'axolotl s'està estudiant per a diverses aplicacions clíniques, com ara la cicatrització de ferides sense cicatrius.